# 올 더 머니
《올 더 머니》(영어: All the Money in the World)는 2017년 공개된 미국의 범죄 드라마 영화이다. 리들리 스콧이 감독을, 데이비드 스카파가 각본을 맡았다. 존 폴 게티 3세 납치 사건을 소재로 한 영화이다.
기존에는 진 폴 게티 역을 케빈 스페이시가 맡았고 촬영까지 마친 상태였다. 하지만 케빈 스페이시의 성추문 스캔들이 폭로되면서, 리들리 스콧 감독은 개봉을 5주 앞두고 케빈 스페이시의 촬영분을 전량 삭제했으며 진 폴 게티 역을 크리스토퍼 플러머로 대체해 재촬영을 하였다.

## 출연
- 미셸 윌리엄스 - 게일 해리스 역
- 크리스토퍼 플러머 - J. 폴 게티 역
- 마크 월버그 - 플레처 체이스 역
- 찰리 플러머 - 존 폴 게티 3세 역
  - 찰리 샷웰 - 어린 존 폴 게티 3세 역
- 티머시 허턴 - 오스월드 힌지 역
- 로망 뒤리스 - 칭콴타 역
- 올리비아 그랜트 - 밀리센트 역
- 마르코 레오나르디 - 마몰리티 역
- 안드리아 파이디몬트 - 코르보 역
- 앤드루 부챈 - 존 폴 게티 주니어 역
- 스테이시 마틴 - 낸시 게티의 비서 역
- 거글리엘모 파빌라 - 피콜리노 역
- 애덤 애스틸 - 줄리안 역
- 올리비아 마그나니 - 공장 여자 역
- 레이너 셀리엔 - 오토 람 역
- 니콜라스 바포리디스 - 다람쥐 역